# Wiggle
Wiggle Ltd — английская компания, торгующая спортивными товарами. Находится в Портсмуте, Великобритания и осуществляет продажу в более 80 стран мира на 10 языках и принимает оплату в 15 различных валютах. Компания была основана в 1999 Mitch Dall и Harvey Jones и превратилась в одну из крупнейших компаний по торговле велосипедами и спортивными товарами в Великобритании. Играет значительную роль на мировых рынках.

## История
В 1999 году, Mitch Dall и Harvey Jones решили создать wiggle.co.uk, занимаясь продажами велозапчастей в Butlers Cycles, под руководством Dall в Портсмуте. Изначально они предлагали всё, что, по их мнению, могло продаваться. Решив сконцентрироваться на велосипедах, они добились успеха и полностью перешли на онлайн-торговлю в 2003 году. Теперь к ассортименту Wiggle Ltd добавились товары для бега, плавания и триатлона. Ассортимент насчитывает более 40 000 наименований товаров, SKU, включая запчасти, одежду, обувь и спортивные компьютеры.
В 2006 году Wiggle заключил договор с частной инвестиционной компанией ISIS для возможности расширения и ISIS получила 42%-ный пакет акций, составлявший в то время £30. В декабре 2012 под руководством Humphrey Cobbold большинство акций компании приобрела инвестиционная фирма Bridgepoint Capital.

## Товары
Wiggle продаёт широкий ассортимент продукции ведущих брендов, включая: Cinelli, Shimano, Garmin, Boardman Bikes and Colnago, а также своих собственных: marques, велосипеды Verenti и спортивная одежда dhb.